# Natação nos Jogos Olímpicos de Verão de 1960

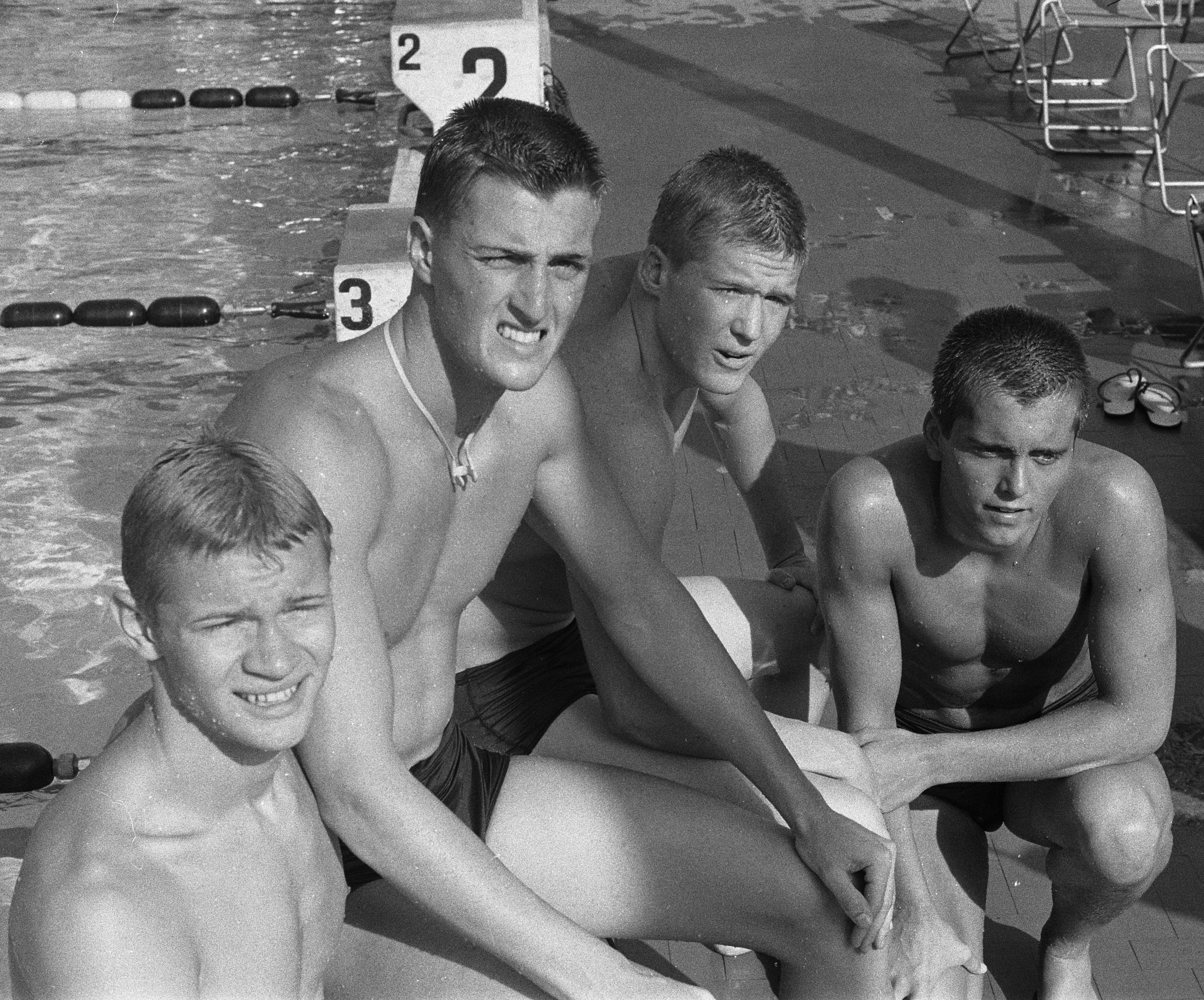
Equipe americana de revezamento 4x100 metros medley nos Jogos Olímpicos de Roma, 1960.

A natação nos Jogos Olímpicos de Verão de 1960 foi realizada no  Stadio Olimpico del Nuoto em Roma, na Itália, com quinze eventos disputados, oito para homens e sete para mulheres.

## Eventos da natação
Masculino: 100 metros livre | 400 metros livre | 1500 metros livre | 100 metros costas | 200 metros peito | 200 metros borboleta | 4x200 metros livre | 4x100 metros medley

Feminino: 100 metros livre | 400 metros livre | 100 metros costas | 200 metros peito | 100 metros borboleta | 4x100 metros livre | 4x100 metros medley

## Masculino

### 100 metros livre masculino
| Pos. | País                 | Atletas           | Tempo  |
| ---- | -------------------- | ----------------- | ------ |
|      | Austrália (AUS)      | John Devitt       | 55.2 s |
|      | Estados Unidos (USA) | Lance Larson      | 55.2 s |
|      | Brasil (BRA)         | Manuel dos Santos | 55.4 s |

Final:
1. AUS John Devitt, 55.2
2. USA Lance Larson, 55.2
3. BRA Manuel dos Santos, 55.4
4. USA Bruce Hunter, 55.6
5. HUN Gyula Dobai, 56.3
6. CAN Dick Pound, 56.3
7. RSA Aubrey Bürer, 56.3
8. SWE Per-Ola Lindberg, 57.1

### 400 metros livre masculino
| Pos. | País            | Atletas           | Tempo  |
| ---- | --------------- | ----------------- | ------ |
|      | Austrália (AUS) | Murray Rose       | 4:18.3 |
|      | Japão (JPN)     | Tsuyoshi Yamanaka | 4:21.4 |
|      | Austrália (AUS) | John Konrads      | 4:21.8 |

Final:
1. AUS Murray Rose, 4:18.3
2. JPN Tsuyoshi Yamanaka, 4:21.4
3. AUS John Konrads, 4:21.8
4. GBR Ian Black, 4:21.8
5. USA Alan Somers, 4:22.0
6. RSA Murray McLachlan, 4:26.3
7. USA Gene Lenz, 4:26.8
8. JPN Makoto Fukui, 4:29.6

### 1500 metros livre masculino
| Pos. | País                 | Atletas      | Tempo   |
| ---- | -------------------- | ------------ | ------- |
|      | Austrália (AUS)      | John Konrads | 17:19.6 |
|      | Austrália (AUS)      | Murray Rose  | 17:21.7 |
|      | Estados Unidos (USA) | George Breen | 17:30.6 |

Final:
1. AUS John Konrads, 17:19.6
2. AUS Murray Rose, 17:21.7
3. USA George Breen, 17:30.6
4. JPN Tsuyoshi Yamanaka, 17:34.7
5. HUN József Katona, 17:43.7
6. RSA Murray McLachlan, 17:44.9
7. USA Alan Somers, 18:02.8
8. GBR Richard Campion, 18:22.7

### 100 metros costas masculino
| Pos. | País                 | Atletas        | Tempo  |
| ---- | -------------------- | -------------- | ------ |
|      | Austrália (AUS)      | David Theile   | 1:01.9 |
|      | Estados Unidos (USA) | Frank McKinney | 1:02.1 |
|      | Estados Unidos (USA) | Robert Bennett | 1:02.3 |

Final:
1. AUS David Theile, 1:01.9
2. USA Frank McKinney, 1:02.1
3. USA Robert Bennett, 1:02.3
4. FRA Robert Christophe, 1:03.2
5. URS Leonid Barbiyer, 1:03.5
6. EUA Wolfgang Wagner, 1:03.5
7. AUS John Monckton, 1:04.1
8. URS Veiko Siimar, 1:04.6

### 200 metros peito masculino
| Pos. | País                 | Atletas           | Tempo  |
| ---- | -------------------- | ----------------- | ------ |
|      | Estados Unidos (USA) | William Mulliken  | 2:37.4 |
|      | Japão (JPN)          | Yoshihiko Osaki   | 2:38.0 |
|      | Países Baixos (NED)  | Wieger Mensonides | 2:39.7 |

Final:
1. USA William Mulliken, 2:37.4
2. JPN Yoshihiko Osaki, 2:38.0
3. NED Wieger Mensonides, 2:39.7
4. EUA Egon Henninger, 2:40.1
5. ITA Roberto Lazzari, 2:40.1
6. AUS Terry Gathercole, 2:40.2
7. POL Andrzej Kłopotowski, 2:41.2
8. USA Paul Hait, 2:41.4

### 200 metros borboleta masculino
| Pos. | País                 | Atletas          | Tempo  |
| ---- | -------------------- | ---------------- | ------ |
|      | Estados Unidos (USA) | Michael Troy     | 2:12.8 |
|      | Austrália (AUS)      | Neville Hayes    | 2:14.6 |
|      | Estados Unidos (USA) | David Gillanders | 2:15.3 |

Final:
1. USA Michael Troy, 2:12.8  (WR)
2. AUS Neville Hayes, 2:14.6
3. USA David Gillanders, 2:15.3
4. ITA Fritz Dennerlain, 2:16.0
5. JPN Haruo Yoshimuta, 2:18.3
6. AUS Kevin Berry, 2:18.5
7. URS Valentin Kuzmin, 2:18.9
8. JPN Kenzo Izutsu, 2:19.4

### 4x200 metros livre masculino
| Pos. | País                 | Atletas                                                      | Tempo  |
| ---- | -------------------- | ------------------------------------------------------------ | ------ |
|      | Estados Unidos (USA) | George Harrison Richard Blick Michael Troy Jeff Farrell      | 8:10.2 |
|      | Japão (JPN)          | Makoto Fukui Hiroshi Ishii Tsuyoshi Yamanaka Tatsuo Fujimoto | 8:13.3 |
|      | Austrália (AUS)      | David Dickson John Devitt Murray Rose John Konrads           | 8:13.8 |

Final:
1. Estados Unidos (George Harrison, Richard Blick, Michael Troy, Jeff Farrell), 8:10.2 (WR)
2. Japão (Makoto Fukui, Hiroshi Ishii, Tsuyoshi Yamanaka, Tatsuo Fujimoto), 8:13.3
3. Austrália (David Dickson, John Devitt, Murray Rose, John Konrads), 8:13.8
4. Reino Unido (Hamilton Milton, John Martin-Dye, Richard Campion, Ian Black), 8:28.1
5. Finlândia (Ilkka Suvanto, Karl Haavisto, Stig-Olof Grenner, Harri Käyhkö), 8:29.7
6. Suécia (Sven-Göran Johansson, Lars-Erik Bengtsson, Bengt Nordvall, Per-Ola Lindberg), 8:31.0
7. Equipe Alemã Unida (Frank Wiegand, Gerhard Hetz, Hanz Zierold, Hans-Joachim Klein), 8:31.8
8. União Soviética (Igor Loezjkovski, Gennadi Nikolajev, Vitali Sorokin, Boris Nikitin), 8:32.2

### 4x100 metros medley masculino
| Pos. | País                 | Atletas                                                    | Tempo  |
| ---- | -------------------- | ---------------------------------------------------------- | ------ |
|      | Estados Unidos (USA) | Frank McKinney Paul Hait Lance Larson Jeff Farrell         | 4:05.4 |
|      | Austrália (AUS)      | David Theile Terry Gathercole Neville Hayes Geoff Shipton  | 4:12.0 |
|      | Japão (JPN)          | Kazuo Tomita Koichi Hirakida Yoshihiko Osaki Keigo Shimuzu | 4:12.2 |

Final:
1. Estados Unidos (Frank McKinney, Paul Hait, Lance Larson, Jeff Farrell), 4:05.4 (WR)
2. Austrália (David Theile, Terry Gathercole, Neville Hayes, Geoff Shipton), 4:12.0
3. Japão (Kazuo Tomita, Koichi Hirakida, Yoshihiko Osaki, Keigo Shimuzu), 4:12.2
4. Canadá (Robert Wheaton, Steve Rabinovitch, Cameron Grout, Dick Pound), 4:16.8
5. União Soviética (Leonid Barbier, Leonid Kolesnikov, Grigori Kisseljov, Igor Loezjkovski), 4:16.8
6. Itália (Guiseppe Avellone, Roberto Lazzari, Federico Dennerlein, Bruno Bianchi), 4:17.2
7. Reino Unido (Graham Sykes, Christopher Walkden, Ian Black, Stanley Clarke), 4:17.6
8. Países Baixos (Jan Jiskoot, Wieger Mensonides, Gerrit Korteweg, Ron Kroon), 4:18.2

## Feminino

### 100 metros livre feminino
| Pos. | País                 | Atletas          | Tempo  |
| ---- | -------------------- | ---------------- | ------ |
|      | Austrália (AUS)      | Dawn Fraser      | 1:01.2 |
|      | Estados Unidos (USA) | Chris von Saltza | 1:02.8 |
|      | Grã-Bretanha (GBR)   | Natalie Steward  | 1:03.1 |

Final:
1. AUS Dawn Fraser, 1:01.2
2. USA Chris von Saltza, 1:02.8
3. GBR Natalie Steward, 1:03.1
4. USA Carolyn Wood, 1:03.4
5. HUN Csilla Madarász-Bajnogel-Dobai, 1:03.6
6. NED Erica Terpstra, 1:04.3
7. NED Cocki van Engelsdorp Gastelaars, 1:04.7
8. CAN Mary Beth Stewart, 1:05.5

### 400 metros livre feminino
| Pos. | País                 | Atletas          | Tempo  |
| ---- | -------------------- | ---------------- | ------ |
|      | Estados Unidos (USA) | Chris von Saltza | 4:50.6 |
|      | Suécia (SWE)         | Jane Cederqvist  | 4:53.9 |
|      | Países Baixos (NED)  | Tineke Lagerberg | 4:56.9 |

Final:
1. USA Chris von Saltza, 4:50.6
2. SWE Jane Cederqvist, 4:53.9
3. NED Tineke Lagerberg, 4:56.9
4. AUS Ilsa Konrads, 4:57.9
5. AUS Dawn Fraser, 4:58.5
6. GBR Nan Rae, 4:59.7
7. NED Corrie Schimmel, 5:02.3
8. SWE Birgitta Segerström, 5:02.4

### 100 metros costas feminino
| Pos. | País                 | Atletas         | Tempo  |
| ---- | -------------------- | --------------- | ------ |
|      | Estados Unidos (USA) | Lynn Burke      | 1:09.3 |
|      | Grã-Bretanha (GBR)   | Natalie Steward | 1:10.8 |
|      | Japão (JPN)          | Satoko Tanaka   | 1:11.4 |

Final:
1. USA Lynn Burke, 1:09.3
2. GBR Natalie Steward, 1:10.8
3. JPN Satoko Tanaka, 1:11.4
4. RSA Laura Ranwell, 1:11.4
5. FRA Rosy Piacentini, 1:11.4
6. GBR Sylvia Lewis, 1:11.8
7. NED Ria van Velsen, 1:12.1
8. FRA Nadine Delache, 1:12.4

### 200 metros peito feminino
| Pos. | País                     | Atletas          | Tempo  |
| ---- | ------------------------ | ---------------- | ------ |
|      | Grã-Bretanha (GBR)       | Anita Lonsbrough | 2:49.5 |
|      | Equipe Alemã Unida (EUA) | Witrud Urselmann | 2:50.0 |
|      | Equipe Alemã Unida (EUA) | Barbara Göbem    | 2:53.6 |

Final:
1. GBR Anita Lonsbrough, 2:49.5 (WR)
2. EUA Witrud Urselmann, 2:50.0
3. EUA Barbara Göbem, 2:53.6
4. NED Ada den Haan, 2:54.4
5. NED Gretta Kok, 2:54.6
6. USA Anne Warner, 2:55.4
7. USA Patty Kempner, 2:55.5
8. DEN Dorrit Kristensen, 2:55.7

### 100 metros borboleta feminino
| Pos. | País                 | Atletas            | Tempo  |
| ---- | -------------------- | ------------------ | ------ |
|      | Estados Unidos (USA) | Carolyn Schuler    | 1:09.5 |
|      | Países Baixos (NED)  | Marianne Heemskerk | 1:10.4 |
|      | Austrália (AUS)      | Jan Andrew         | 1:12.2 |

Final:
1. USA Carolyn Schuler, 1:09.5
2. NED Marianne Heemskerk, 1:10.4
3. AUS Jan Andrew, 1:12.2
4. GBR Sheila Watt, 1:13.3
5. NED Atie Voorbij, 1:13.3
6. URS Zinaida Belovetskaya, 1:13.3
7. SWE Kristina Larsson, 1:13.6
8. USA Carolyn Wood, DNF

### 4x100 metros livre feminino
| Pos. | País                     | Atletas                                                      | Tempo  |
| ---- | ------------------------ | ------------------------------------------------------------ | ------ |
|      | Estados Unidos (USA)     | Joan Spillane Shirley Stobs Carolyn Wood Chris von Saltza    | 4:08.9 |
|      | Austrália (AUS)          | Dawn Fraser Ilsa Konrads Lorraine Crapp Alva Colquhuon       | 4:11.3 |
|      | Equipe Alemã Unida (EUA) | Christel Steffin Heidi Pechstein Gisela Weiss Ursula Brunner | 4:19.7 |

Final:
1. Estados Unidos (Joan Spillane, Shirley Stobs, Carolyn Wood, Chris von Saltza), 4:08.9 (WR)
2. Austrália (Dawn Fraser, Ilsa Konrads, Lorraine Crapp, Alva Colquhuon), 4:11.3
3. Equipe Alemã Unida (Christel Steffin, Heidi Pechstein, Gisela Weiss, Ursula Brunner), 4:19.7
4. Hungria (Anna Temesvári, Mária Frank, Katalin Boros, Csilla Madarász), 4:21.2
5. Reino Unido (Natalie Steward, Beryl Noakes, Judy Samuel, Christine Harris), 4:24.6
6. Suécia (Inger Thorngren, Karin Larsson, Kristina Larsson, Bibbi Segerström), 4:25.1
7. Itália (Paola Saini, Annamaria Cecchi, Rosanna Contardo, Maria Cristina Pacifici), 4:26.8
8. União Soviética (Irina Ljakhovskaja, Ulvi Voog, Galina Sosnova, Marina Sjamal), 4:29.0

### 4x100 metros medley feminino
| Pos. | País                     | Atletas                                                   | Tempo  |
| ---- | ------------------------ | --------------------------------------------------------- | ------ |
|      | Estados Unidos (USA)     | Lynn Burke Patty Kempner Carolyn Schuler Chris von Saltza | 4:41.1 |
|      | Austrália (AUS)          | Marilyn Wilson Rosemary Lassig Jan Andrew Dawn Fraser     | 4:45.9 |
|      | Equipe Alemã Unida (EUA) | Ingrid Schmidt Ursula Küper Bärbel Fuhrmann Ursel Brunner | 4:47.6 |

Final:
1. Estados Unidos (Lynn Burke, Patty Kempner, Carolyn Schuler, Chris von Saltza), 4:41.1 (WR)
2. Austrália (Marilyn Wilson, Rosemary Lassig, Jan Andrew, Dawn Fraser), 4:45.9
3. Equipe Alemã Unida (Ingrid Schmidt, Ursula Küper, Bärbel Fuhrmann, Ursel Brunner), 4:47.6
4. Países Baixos (Maria Martina van Velsen, Ada den Haan, Marianne Heemskerk, Erica Terpstra), 4:47.6
5. Reino Unido (Sylvia Lewis, Anita Lonsborough, Sheila Watt, Natalie Steward), 4:47.6
6. Hungria (Magda Dávid, Klára Bartos-Killermann, Márta Egerváry, Csilla Dobai-Madarász), 4:53.7
7. Japão (Satoko Tanaka, Yoshiko Takamatsu, Shizue Miyabe, Yoshiko Sato), 4:56.7
8. União Soviética (Larissa Viktorova, Ljoedmila Korobova, Zinaida Belovetskaja, Marina Sjamal), 4:58.1

## Quadro de medalhas da natação
| Ordem | País                   | Medalha de ouro | Medalha de prata | Medalha de bronze | Total |
| ----- | ---------------------- | --------------- | ---------------- | ----------------- | ----- |
| 1     | USA Estados Unidos     | 9               | 3                | 3                 | 15    |
| 2     | AUS Austrália          | 5               | 5                | 3                 | 13    |
| 3     | GBR Grã-Bretanha       | 1               | 1                | 1                 | 3     |
| 4     | JPN Japão              | 0               | 3                | 2                 | 5     |
| 5     | EUA Equipe Alemã Unida | 0               | 1                | 3                 | 4     |
| 6     | NED Países Baixos      | 0               | 1                | 2                 | 3     |
| 7     | SWE Suécia             | 0               | 1                | 0                 | 1     |
| 8     | BRA Brasil             | 0               | 0                | 1                 | 1     |